# Шпирт, Михаил Яковлевич
Михаил Яковлевич Шпирт (23 декабря 1932, Одесса — 21 августа 2019, Москва) — советский и российский учёный в области химии и технологии переработки угля и нефти, доктор технических наук, профессор, лауреат Государственной премии СССР (1990).

## Биография
Родился 23 декабря 1932 года в Одессе.
В 1938 году вместе с семьёй переехал в Москву.
Окончил Московский институт тонкой химической технологии им. М. В. Ломоносова (1955) по специальности инженер-технолог по получению редких и рассеянных элементов.
В 1955—2005 годах работал в лаборатории минеральных компонентов углей Института горючих ископаемых АН СССР (РАН): старший лаборант, младший научный сотрудник, старший научный сотрудник, зав. сектором, с 1976 зав. лабораторией.
В 2005—2011 годах — главный научный сотрудник лаборатории нефти и нефтехимического синтеза.
С 1996 года ответственный секретарь редколлегии журнала «Химия твердого топлива» РАН.
Научные интересы — состав и свойства минеральных компонентов горючих ископаемых, разработка технологий их использования, а также применяемых в этих процессах каталитических систем, оценка количества образующихся в этих процессах опасных в экологическом отношении соединений микроэлементов.
При его участии и под его руководством разработана технология получения германия из энергетических углей.
Доктор технических наук (1971), профессор (1976).

## Награды и премии
- Лауреат Государственной премии СССР (1990) — за разработку и внедрение оборудования и технологий для переработки и утилизации техногенного сырья.
- Награждён орденом «Знак Почёта» (1985),
- знаками «Шахтёрская слава».